# Monte Migliore
Monte Migliore è una frazione di Roma Capitale (zona "O" 52), situata in zona Z. XXVI Castel di Decima, nel territorio del Municipio Roma IX (ex Municipio Roma XII).
Sorge circa al ventunesimo km di via Laurentina, sul lato ovest di questa, a circa 800 metri a ovest della frazione di Selvotta.

## Architetture religiose

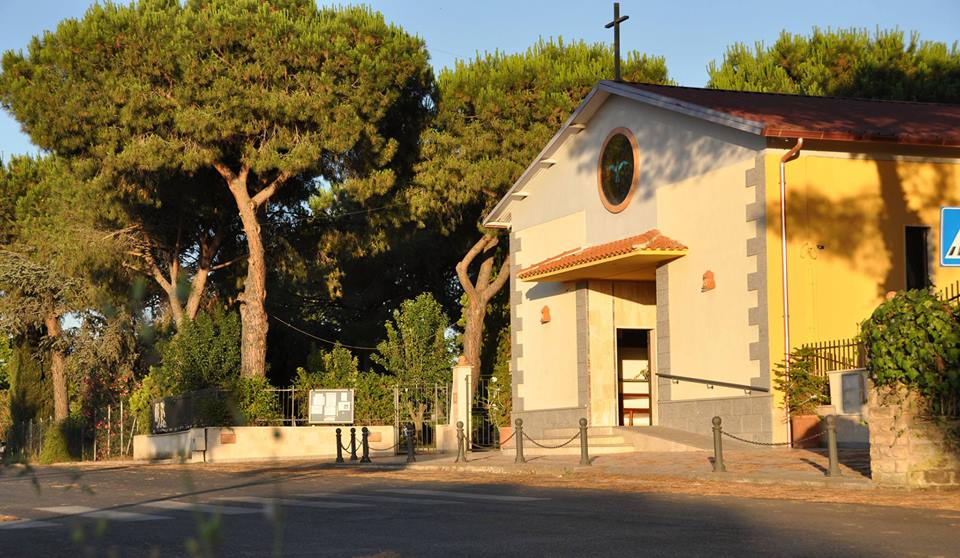
La chiesa di San Romualdo Abate

- Chiesa di San Romualdo abate (XX sec.), su via Nazareno Strampelli.

## Odonimia
Le vie di questa borgata, divisa in due parti (Strampelli, che si sviluppa sulla dorsale via Nazareno Strampelli, e Villaggetto, che si sviluppa sul lato sinistro di Vittorio Alpe), sono dedicate ad agronomi, biologi, entomologi e zoologi, oltre a due strade dedicate una al criceto e l'altra alla crisopa, insetto utile nella lotta contro gli afidi.

## Curiosità
Il 3 novembre 1991, la comunità di Monte Migliore ha ricevuto la visita pastorale di papa Giovanni Paolo II.